# دانا فالتیک
دانا فالتیک (انگلیسی: Dana Faletic; ۱ اوت ۱۹۷۷ – ) قایقران روئینگ اهل استرالیا بود. وی بین سال‌های ۱۹۹۵ تا ۲۰۱۲ میلادی فعالیت می‌کرد.
وی در مسابقات کشوری و بین‌المللی در مجموع برندهٔ ۱ مدال طلا، ۱ مدال نقره، ۱ مدال برنز شده‌است.